# Huernia recondita
Huernia recondita är en oleanderväxtart som beskrevs av Michael George Gilbert. Huernia recondita ingår i släktet Huernia och familjen oleanderväxter. Inga underarter finns listade i Catalogue of Life.